# Победа (Старобешевский район)
Победа (переим. Екатерино-Хопрово) (укр. Побєда) — село на Украине, находится в Старобешевском районе Донецкой области. Под контролем самопровозглашённой Донецкой Народной Республики.

## География
Село расположено на реке под названием Грузский Еланчик. К востоку и юго-востоку от населённого пункта проходит граница между Украиной и Россией.

#### Соседние населённые пункты по сторонам света
С: Кумачово (выше по течению Грузского Еланчика), Вишнёвое
СЗ: Новозарьевка
СВ: Культура, Ульяновское
З: Воровское
В: Берестовое
ЮЗ: Широкое, Каменка
ЮВ: —
Ю: Лужки, Глинка (ниже по течению Грузского Еланчика) 

## История
Решением Сталинского облисполкома № 197 от 30.05.1958 г. село Екатерино-Хопрово переименовано в Победа.

## Население
Население по переписи 2001 года составляло 727 человек.

## Общие сведения
Почтовый индекс — 87272. Телефонный код — 6253.

## Адрес местного совета
87260, Донецкая область, Старобешевский р-н, с. Кумачово, ул. Ручко, 1